# 브란키차 미하일로비치
브란키차 미하일로비치(세르비아어: Бранкица Михајловић, Brankica Mihajlović, 1991년 4월 13일 ~ )는 세르비아의 배구 선수로 포지션은 레프트이다. 현재 터키 여자 프로 배구 리그 클럽인 페네르바흐체 오펫과 세르비아 여자 배구 국가대표팀 소속으로 뛰고 있다.

## 수상 경력

### 클럽
- 볼레로 취리히 (2009-2011), (2014)
  - 스위스 여자 배구 리그
    -  우승 (2회) : 2009-10, 2010-11

  - 스위스 배구 컵
    -  우승 (2회) : 2009-10, 2010-11
- 수원 현대건설 (2011-2012)
  - V-리그
    -  준우승 (1회) : 2011-12
- RC Cannes (2012-2013)
  - 프랑스 여자 배구 리그
    -  우승 (1회) : 2012-13

  - 프랑스 여자 배구 컵
    -  우승 (1회) : 2012-13
- Rio de Janeiro Vôlei Clube (2013-2014)
  -  FIVB 여자 배구 클럽 세계 선수권
    -  준우승 (1회) : 2013

  - 브라질 배구 수퍼 리그
    -  우승 (1회) : 2013-14
- 히사미츠 스프링스 (2014-2015)
  - V.프리미어리그
    -  준우승 (1회) : 2014-15
- 페네르바흐체 (2015-2016), (2019-)
  -  CEV 여자 배구 챔피언스리그
    -  3위 (1회) : 2015-16

  - 터키 여자 배구 리그
    - 챔피언결정전
      -  준우승 (1회) : 2015-16

    - 정규리그
      -  1위 (1회) : 2015-16

  - 터키 여자 배구 수퍼컵
    -  우승 (1회) : 2015
- 텐진 (2016-2017)
  - 중국 여자 배구 리그
    -  3위 (1회) : 2016-17
- JT 마블러스 (2017-2019)
  - V.프리미어리그
    -  준우승 (1회) : 2017-18
    -  3위 (1회) : 2018-19

### 국가대표팀
- 세르비아 여자 배구 국가대표팀
  - 올림픽
    -  준우승 (1회) : 2016
    -  3위 (1회) : 2020

  - 세계 선수권 대회
    -  우승 (1회) : 2018

  - 유럽 선수권 대회
    -  우승 (2회) : 2017, 2019
    -  3위 (1회) : 2015

  - 월드컵
    -  준우승 (1회) : 2015

  - 월드그랑프리
    -  3위 (2회) : 2013, 2017

### 개인

#### 클럽
- JT 마블러스 (2017-2019)
  - V.프리미어리그
    - 감투상 (1회) : 2017-18
    - 베스트 아웃사이더 히터 (1회) : 2018-19

#### 국가대표팀
- 세르비아 여자 배구 국가대표팀
  - 올림픽
    - 베스트 아웃사이드 스파이커 (1회) : 2016

  - 유럽선수권
    - 베스트 아웃사이드 스파이커 (1회) : 2017, 2019

  - 월드컵
    - 베스트 아웃사이드 히터 (1회) : 2015

  - 월드그랑프리
    - 베스트 아웃사이드 스파이커 (1회) : 2013